# АТП челенџер турнири у 2014. години
Асоцијација тениских професионалаца (АТП) АТП челенџер тур, у 2014. је секундарни професионални циклус тениских турнира у организацији АТП. Календар се састоји од 150 турнира, са наградним фондом у износу од $ 40,000 до $ 220,000, што је повећање минималне новчане награде на $ 35,000. Структура ових турнира по категоријама у 2014. била је следећа:
1. АТП челенџер тур финале (1)
2. АТП челенџер 125 (12)
3. АТП челенџер 110 (9)
4. АТП челенџер 100 (16)
5. АТП челенџер 90 (31)
6. АТП челенџер 80 (81)

(Категорија турнира зависи од висине наградног фонда)
То је било 38. издање циклуса челенџер турнира и 6. под именом АТП челенџер тур.

## Распоред
Ово је комплетан распоред турнира АТП челенџер тур у у 2014. са пласманом играча до четвртфинала.

### Јануар
| Недеља почетка | Турнир | Победник                                               | Финалиста                                | Полуфиналисти                      | Четвртфиналисти                                                      |
| -------------- | --- | ------------------------------------------------------ | ---------------------------------------- | ---------------------------------- | -------------------------------------------------------------------- |
| 30. децембар   | АТП челенџер турнир Сао Пауло 2014. Сао Пауло, Бразил $125,000+H – Тврда – 32S/24Q/16D Појединачно – Парови       | Жоао Соуза 6–4, 6–4                                    | А. Гонзалез                              | Гидо Пеља Гастао Елијас            | Agustín Velotti Гвидо Андреоци Факундо Аргвељо Fernando Romboli      |
| 30. децембар   | АТП челенџер турнир Сао Пауло 2014. Сао Пауло, Бразил $125,000+H – Тврда – 32S/24Q/16D Појединачно – Парови       | Геро Кречмер Александер Сачко 4–6, 7–5, [10–6]         | Николас Баријентос Виктор Естреља Бургос | Гидо Пеља Гастао Елијас            | Agustín Velotti Гвидо Андреоци Факундо Аргвељо Fernando Romboli      |
| 30. децембар   | АТП челенџер турнир Нумеа 2014. Нумеа, Нова Каледонија $75,000+H – Тврда – 32S/23Q/16D Појединачно – Парови       | Алехандро Фаља 6–2, 6–2                                | Steven Diez                              | Адријан Менендез Џејмс Макги       | Денис Кудла Лука Пуј Остин Крајичек Grégoire Burquier                |
| 30. децембар   | АТП челенџер турнир Нумеа 2014. Нумеа, Нова Каледонија $75,000+H – Тврда – 32S/23Q/16D Појединачно – Парови       | Остин Крајичек Tennys Sandgren 7–6(7–4), 6–4           | Анте Павић Блаж Рола                     | Адријан Менендез Џејмс Макги       | Денис Кудла Лука Пуј Остин Крајичек Grégoire Burquier                |
| 6. јануар      | Нема турнира у распореду.                                                                                         | Нема турнира у распореду.                              | Нема турнира у распореду.                | Нема турнира у распореду.          | Нема турнира у распореду.                                            |
| 13. јануар     | Нема турнира у распореду.                                                                                         | Нема турнира у распореду.                              | Нема турнира у распореду.                | Нема турнира у распореду.          | Нема турнира у распореду.                                            |
| 20. јануар     | Intersport Heilbronn Open Хајлброн, Немачка €106,500+H – Тврда (зат.) – 32S/32Q/16D Појединачно – Doubles Draw    | Петер Гојовчик 6–4, 7–5                                | Игор Сајслинг                            | Јесе Хута Галунг Јиржи Весели      | Андреа Арнаболди Јан-Ленард Штруф Андреас Хајдер-Маурер Михаел Берер |
| 20. јануар     | Intersport Heilbronn Open Хајлброн, Немачка €106,500+H – Тврда (зат.) – 32S/32Q/16D Појединачно – Doubles Draw    | Томаш Беднарек Хенри Континен 3–6, 7–6(7–3), [12–10]   | Ken Skupski Neal Skupski                 | Јесе Хута Галунг Јиржи Весели      | Андреа Арнаболди Јан-Ленард Штруф Андреас Хајдер-Маурер Михаел Берер |
| 20. јануар     | АТП челенџер турнир Лахајна 2014. Лахајна САД $50,000 – Тврда – 32S/22Q/16D Појединачно – Парови                  | Бредли Клан 6–2, 6–3                                   | Yang Tsung-hua                           | Тацума Ито Тим Смичек              | Денис Молчанов Питер Полански Takanyi Garanganga Остин Крајичек      |
| 20. јануар     | АТП челенџер турнир Лахајна 2014. Лахајна САД $50,000 – Тврда – 32S/22Q/16D Појединачно – Парови                  | Денис Кудла Yasutaka Uchiyama 6–3, 6–2                 | Даниел Косаковски Николас Маистер        | Тацума Ито Тим Смичек              | Денис Молчанов Питер Полански Takanyi Garanganga Остин Крајичек      |
| 20. јануар     | АТП челенџер турнир Букараманга 2014. Букараманга, Колумбија $40,000+H – Шљака – 32S/32Q/16D Појединачно – Парови | Алехандро Фаља 7–5, 6–1                                | Паоло Лоренци                            | Алехандро Гонзалез Дијего Шварцман | André Ghem Факундо Аргвељо Гвидо Андреоци Пер Риба                   |
| 20. јануар     | АТП челенџер турнир Букараманга 2014. Букараманга, Колумбија $40,000+H – Шљака – 32S/32Q/16D Појединачно – Парови | Хуан Себастијан Кабал Роберт Фара Максуд 7–6(7–3), 6–3 | Кевин Кинг Juan-Carlos Spir              | Алехандро Гонзалез Дијего Шварцман | André Ghem Факундо Аргвељо Гвидо Андреоци Пер Риба                   |
| 27. јануар     | АТП челенџер турнир Берни 2014. Берни, Аустралија $50,000 – Тврда – 32S/32Q/16D Појединачно – Парови              | Мет Рид 6–3 6–2                                        | Хироки Морија                            | Jarmere Jenkins Yūichi Ito         | Matthew Barton Алекс Болт Бенџамин Мичел Christopher O'Connell       |
| 27. јануар     | АТП челенџер турнир Берни 2014. Берни, Аустралија $50,000 – Тврда – 32S/32Q/16D Појединачно – Парови              | Мет Рид Џон-Патрик Смит 6–4, 6–2                       | Toshihide Matsui Данај Удомчоке          | Jarmere Jenkins Yūichi Ito         | Matthew Barton Алекс Болт Бенџамин Мичел Christopher O'Connell       |
| 27. јануар     | АТП челенџер турнир Читре 2014. Читре, Панама $40,000+H – Тврда – 32S/25Q/16D Појединачно – Парови                | Вејн Одесник 5–7, 6–4, 6–4                             | Џими Ванг                                | Даниел Косаковски Паоло Лоренци    | Алехандро Фаља Малек Џазири Eduardo Struvay André Ghem               |
| 27. јануар     | АТП челенџер турнир Читре 2014. Читре, Панама $40,000+H – Тврда – 32S/25Q/16D Појединачно – Парови                | Кевин Кинг Juan-Carlos Spir 7–6(7–5), 6–4              | Alex Llompart Mateo Nicolás Martínez     | Даниел Косаковски Паоло Лоренци    | Алехандро Фаља Малек Џазири Eduardo Struvay André Ghem               |